# Juan Lavalle
Juan Lavalle, (Juan Galo Levieux de La Vallée) född 17 oktober 1797 i Buenos Aires, död 9 oktober 1841 i San Salvador de Jujuy, var en argentinsk militär och politiker. Han var guvernör i provinsen Buenos Aires 1828-1829.